# Varesmäe
Varesmäe (en seto : Varesemäe, Varõsmäe, Varõsõmäe, en russe : Baškirovo) est un village de la commune de Setomaa, situé dans le comté de Võru au sud-est de l'Estonie. Avant la réforme administrative d'octobre 2017, le village faisait partie de la commune de Mikitamäe dans le comté de Põlva.